# Satoshi Horinouchi
Satoshi Horinouchi (堀之内 聖, Horinouchi Satoshi) est un footballeur japonais né le 26 octobre 1979 à Saitama. Il évolue au poste de défenseur central ou de milieu défensif.

## Palmarès
Urawa Red Diamonds
- Champion du Japon en 2006
- Vice-Champion du Japon en 2004, 2005 et 2007
- Vainqueur de la Ligue des champions de l'AFC en 2007
- Vainqueur de la Coupe du Japon en 2005 et 2006
- Vainqueur de la Coupe de la Ligue japonaise en 2003
- Finaliste de la Coupe de la Ligue japonaise en 2004
- Vainqueur de la Supercoupe du Japon en 2006